# 니혼마쓰성

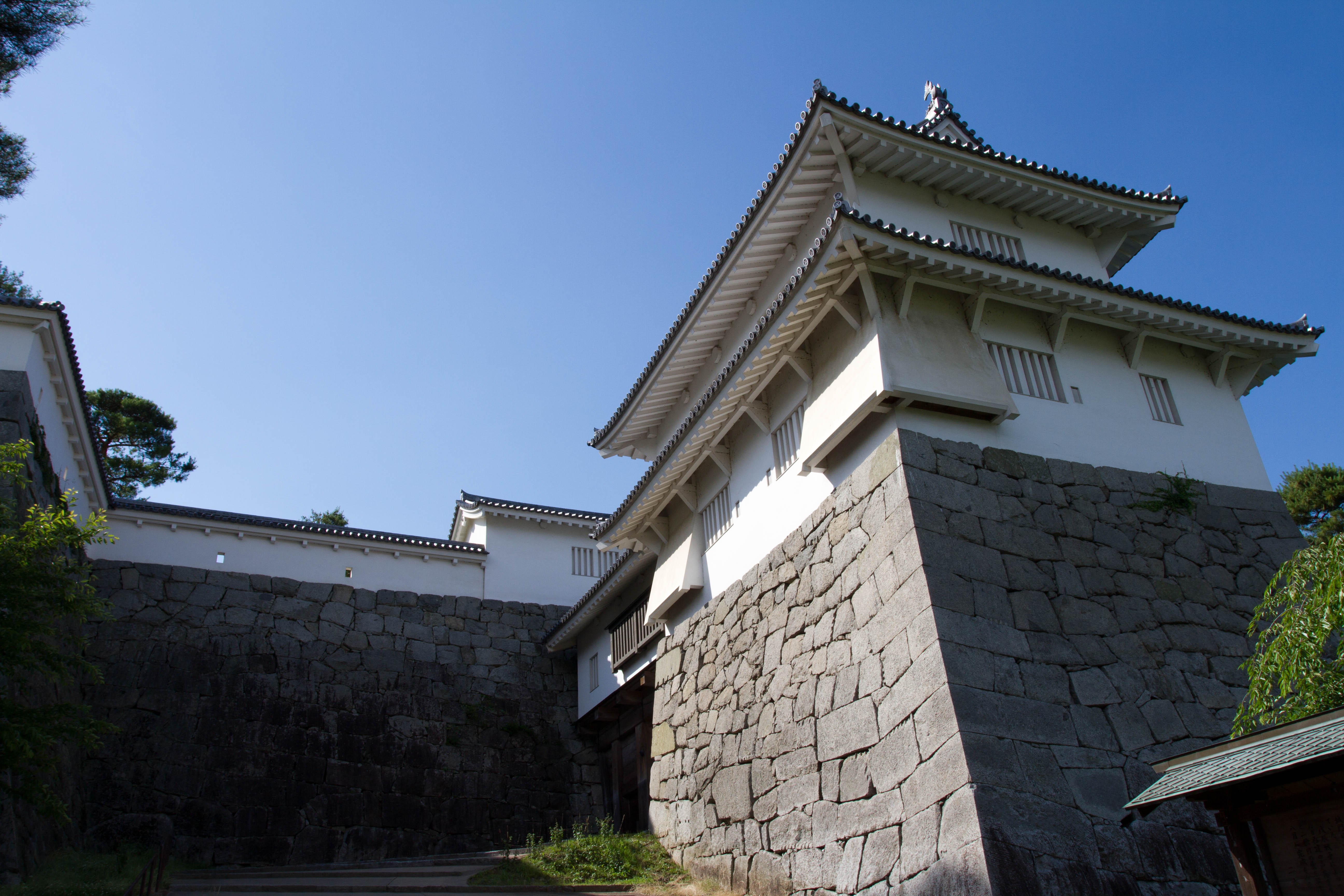
니혼마쓰성

니혼마쓰성(二本松城 니혼마쓰조[*])은 일본 후쿠시마현 니혼마쓰시에 있는 성이다. 2007년 7월 26일 국가 사적으로 지정되었다.